# Nandanvan
Nandanvan és una prada a l'encreuament entre les glaceres de Gangotri i Chaturangi al districte d'Uttarkashi, Uttarakhand (Índia) al parc nacional de Gangotri.
És conegut per ser un lloc ideal per la meditació. És el campament que serveix com a camp base per a les caminades als cims Bhagirathi.